# Candidella
Candidella is een geslacht van neteldieren uit de klasse van de Anthozoa (bloemdieren).

## Soorten
- Candidella gigantea (Wright & Studer, 1889)
- Candidella helminthophora (Nutting, 1908)
- Candidella imbricata (Johnson, 1862)
- Candidella johnsoni (Wright & Studer, 1889)